# Mouvements indépendantistes en France
 (mars 2023).
- Si vous ne connaissez pas le sujet, laissez ce bandeau (vous pouvez alors contacter les auteurs).
- Si vous supprimez le contenu mis en cause (vous pouvez préalablement contacter les auteurs),

argumentez précisément cette suppression dans la page de discussion
(un manque de référence n'est pas un argument ; une recherche réelle de référence doit avoir été effectuée, être formellement documentée).
L'expression mouvements indépendantistes en France désigne les mouvements politiques qui défendent l'indépendance d'un territoire français vis-à-vis de la France.

## Nature
Ils sont constitués des mouvances politiques dites « nationalistes » qui cherchent à obtenir la sécession ou la séparation de la France des régions, départements d'outre-mer ou métropolitains, ou des territoires plus restreints. Ils se distinguent des mouvances régionalistes par leur revendication indépendantiste qui va au-delà de la reconnaissance et de la mise en valeur des particularismes locaux. Ils s'opposent aux mouvances colonialistes et nationalistes françaises, ainsi qu'à certains mouvements autonomistes, partisans d'une forte autonomie territoriale, voire d'un fédéralisme étatique.

## Exemples dans les régions et départements français

### France métropolitaine
- Ain: mouvement parodique indépendantiste bugiste (Le Bugey libre)[5]
- Alsace : Loups Noirs[6]
- Alpes-Maritimes (partie de l'ex-Comté de Nice) : indépendantisme niçois (Ligue pour la restauration des libertés niçoises[7], Parti niçois[8], Nissa Rebela)
- Bourgogne : indépendantisme bourguignon (Mouvement de Libération de la Bourgogne (d))[9]
- Bretagne (région Bretagne et Loire-Atlantique) : indépendantisme breton (Breizhistance, Parti breton[10], Front de libération de la Bretagne, Parti national breton[note 1])
- Corse : indépendantisme corse (FLNC, Corsica Libera, Core in Fronte, Nazione[11])
- Franche-Comté : indépendantisme franc-comtois (Rassemblement du peuple franc-comtois)
- Languedoc : indépendantisme languedocien, Comté souverain du Languedoc. (FLL)
- Poitou : indépendantisme poitevin (Front régionaliste indépendantiste poitevin)
- Picardie et Pas-de-Calais : indépendantisme picard (Mouvement indépendantiste picard, Picardie libre[réf. nécessaire])
- Flandre française : indépendantisme flamand (mouvement de l'abbé Gantois, Union flamande de France[réf. nécessaire]
- Lorraine: Parti Lorrain[12], lotharingisme
- Normandie : indépendantisme normand (Mouvement normand, Parti Fédéraliste de la Normandie[note 2])
- Occitanie (Nouvelle-Aquitaine sauf le Pays basque français et la zone non occitanophone de l'ex région Poitou-Charentes, région Occitanie sauf la partie catalane, Provence-Alpes-Côte d'Azur, le sud et l'ouest de la région Auvergne-Rhône-Alpes : indépendantisme occitan (Iniciativa Per Occitània, Parti de la nation occitane, Occitanie País Nòstre, Libertat !, Unitat d'Òc, Occitània Libertària[réf. obsolète])
- Provence : indépendantisme provençal (Front de libération nationale de la Provence), autonomisme provençal de Prouvènço Nacioun[13]
- Pays basque français (partie des Pyrénées-Atlantiques) : indépendantisme basque (Abertzaleen Batasuna, Batasuna, EAJ-PNB, Eusko Alkartasuna, Euskal Herria Bai)
- Catalogne du Nord (plus grande partie des Pyrénées-Orientales) : indépendantisme catalan (Oui au Pays Catalan[14], Gauche républicaine de Catalogne, Unitat Catalana)
- Savoie (Savoie et Haute-Savoie) : indépendantisme savoyard/savoisien, mouvements revendicatifs et partis politiques (Confédération savoisienne, Etat de Savoie[15], Ligue savoisienne)
- Charente ou Santonie : Indépendantisme Charentais ou Santon: Partisan de la création de la Charente ou de la Santonie regroupant la Saintonge, l'Aunis, l'Angoumois, le Pays Gabaye et la Gavache.

### France d'outre-mer
- Guyane : indépendantisme guyanais (Mouvement de décolonisation et d'émancipation sociale[16])
- La Réunion : indépendantisme réunionnais (Lorganizasion Popilèr po libèr nout Péi[17])
- Martinique : indépendantisme martiniquais (Mouvement indépendantiste martiniquais[18])
- Guadeloupe : indépendantisme guadeloupéen (Union populaire pour la libération de la Guadeloupe[19])
- Mayotte : indépendantisme mahorais (Rassemblement démocratique de Mayotte[20])
- Nouvelle-Calédonie : indépendantisme kanak (Front de libération nationale kanak et socialiste, Fédération des comités de coordination indépendantistes, Dynamik unitaire Sud, Parti travailliste et Libération kanak socialiste)
- Polynésie française : indépendantisme polynésien (Tavini huiraatira - UPLD et Ia mana te nunaa)